# Actinopus rufipes
Espèce
Synonymes
- Pachyloscelis rufipes Lucas, 1834
- Sphodros lucasi Walckenaer, 1837

Actinopus rufipes est une espèce d'araignées mygalomorphes de la famille des Actinopodidae.

## Distribution
Cette espèce est endémique du Brésil. Elle se rencontre dans les États de Bahia, du Minas Gerais, de São Paulo, du Mato Grosso do Sul, du Mato Grosso et du Maranhão.

## Description
Le mâle décrit par Miglio, Pérez-Miles et Bonaldo en 2020 mesure 18,62 mm.

## Publication originale
- Lucas, 1834 : « Mémoire sur un nouveau genre d'aranéide de l'ordre des Pulmonaires. » Annales de la Société entomologique de France, vol. 3, p. 359-365 (texte intégral).